# سوخوي سو-10
سوخوي سو-10 (بالإنجليزية: Sukhoi Su-10)‏ هي قاذفة قنابل من صناعة سوخوي.